# تی.هاسگاوا
تی. هاسگاوا (انگلیسی: T. Hasegawa) شرکت صنایع شیمیایی ژاپنی است، که در سال ۱۹۰۳ تأسیس شد.